# Massacre de Biscari

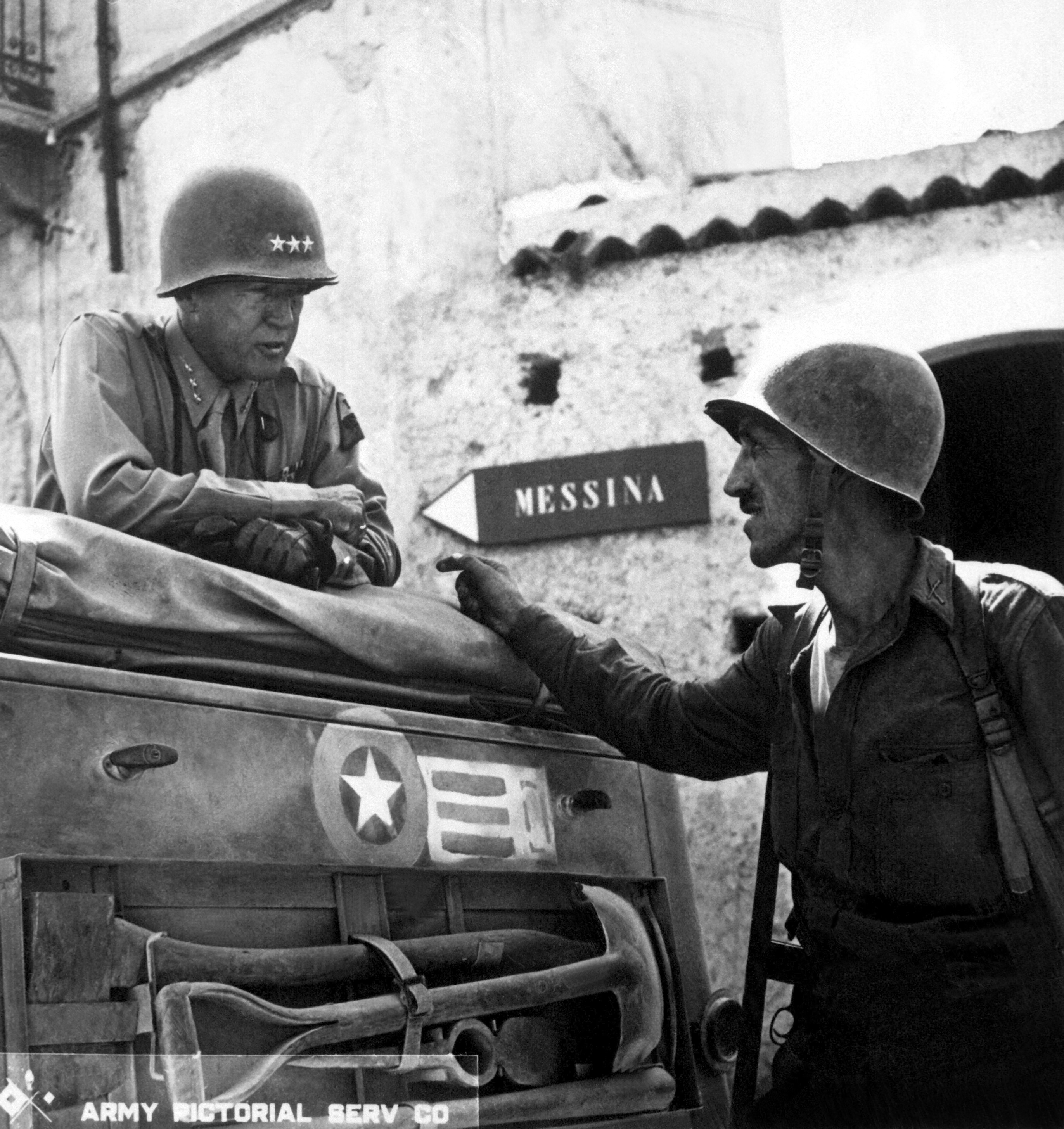
Patton com o tenente-coronel Lyle Bernard em Brolo, Sicília, em agosto de 1943.

O Massacre de Biscari foi um dos crimes de guerra praticados pelos Aliados, durante a Segunda Guerra Mundial, consistindo na execução sumária de prisioneiros alemães e italianos, por soldados dos Estados Unidos, em Biscari (atual Acate), na Sicília (Itália), em 1943.

## História
Entre julho e agosto de 1943, após a conquista de um aeroporto em Biscari na Sicilia, soldados norte-americanos do 7º Exército (comandado pelo general George S. Patton), fuzilaram setenta prisioneiros italianos e quatro alemães.
Os assassinatos ocorreram em duas ocasiões diferentes: o primeiro incidente envolveu 34 italianos e dois alemães; no segundo, foram mortos quarenta italianos.
Em sua defesa, os militares estadunidenses alegaram estar cumprindo ordens de Patton, ordens essas supostamente dadas em um inflamado discurso antes do assalto à Sicilia, em 10 de julho de 1943. 
O sucesso da operação na Itália meridional, ajudou a abafar esse caso.  